# Le Brady
Pour les articles homonymes, voir Brady.
Le Brady est un cinéma parisien inauguré en 1956, situé 39 boulevard de Strasbourg dans le 10e arrondissement. Il a été fréquenté entre autres par François Truffaut, et a été racheté par Jean-Pierre Mocky en 1994, qui l'a revendu en 2011.
Un temps appelé Le Brady-Albatros, d'après le film homonyme de Mocky (1971), il est rénové en 2009 pour être transformé en cinéma-théâtre. Il dispose de deux salles de 100 et 39 fauteuils.
Il est classé Art et Essai.

## Diffusions
Dans les années 1960 le Brady était un cinéma de genre spécialisé dans les films d'horreur et d'épouvante. 
Les premières années de sa reprise par Jean-Pierre Mocky, le cinéma connaît des travaux de rénovation plutôt irréguliers. Son personnel permet à des sans-abris du quartier d'y dormir fréquemment pendant les séances, donnant souvent lieu à des péripéties assez éloignées du quotidien des cinémas ordinaires. La programmation traditionnelle de genre se poursuit avec la projection du film pornographique Gorge profonde lors de certaines soirées. Avant et après la revente du cinéma par Mocky, le type de films proposés changera du tout au tout pour se muer en théâtre en plus d'un cinéma d'art et essai .  
Depuis 2011, le Brady est donc spécialisé dans le cinéma de continuation Art et Essai. Les films programmés arrivent en général trois à quatre semaines après leur sortie nationale. La programmation est aussi constituée de films de patrimoine et de programmes adaptés au jeune public.
En 2017, le Brady met à l'affiche des films qui réussissent le test de Bechdel, dans le cadre d'un « Bechdel Club », fondé par la journaliste Fanny Hubert ,. Depuis 2018, le Brady programme des marathons le samedi après-midi le plus souvent autour du travail d'un réalisateur. Le cinéma accueille aussi de nombreux ciné-clubs dont le plus emblématique reste Le 7e Genre.

## Le Brady au cinéma
Au début du film de Christophe Honoré, Les Chansons d'amour (2007), le personnage de Julie va au Brady.